# نازل همگرا-واگرا

نمودار یک نازل همگرا-واگرا (دلاوال) که تغییرات سرعت را به همراه فشار و دما نشان می‌دهد.

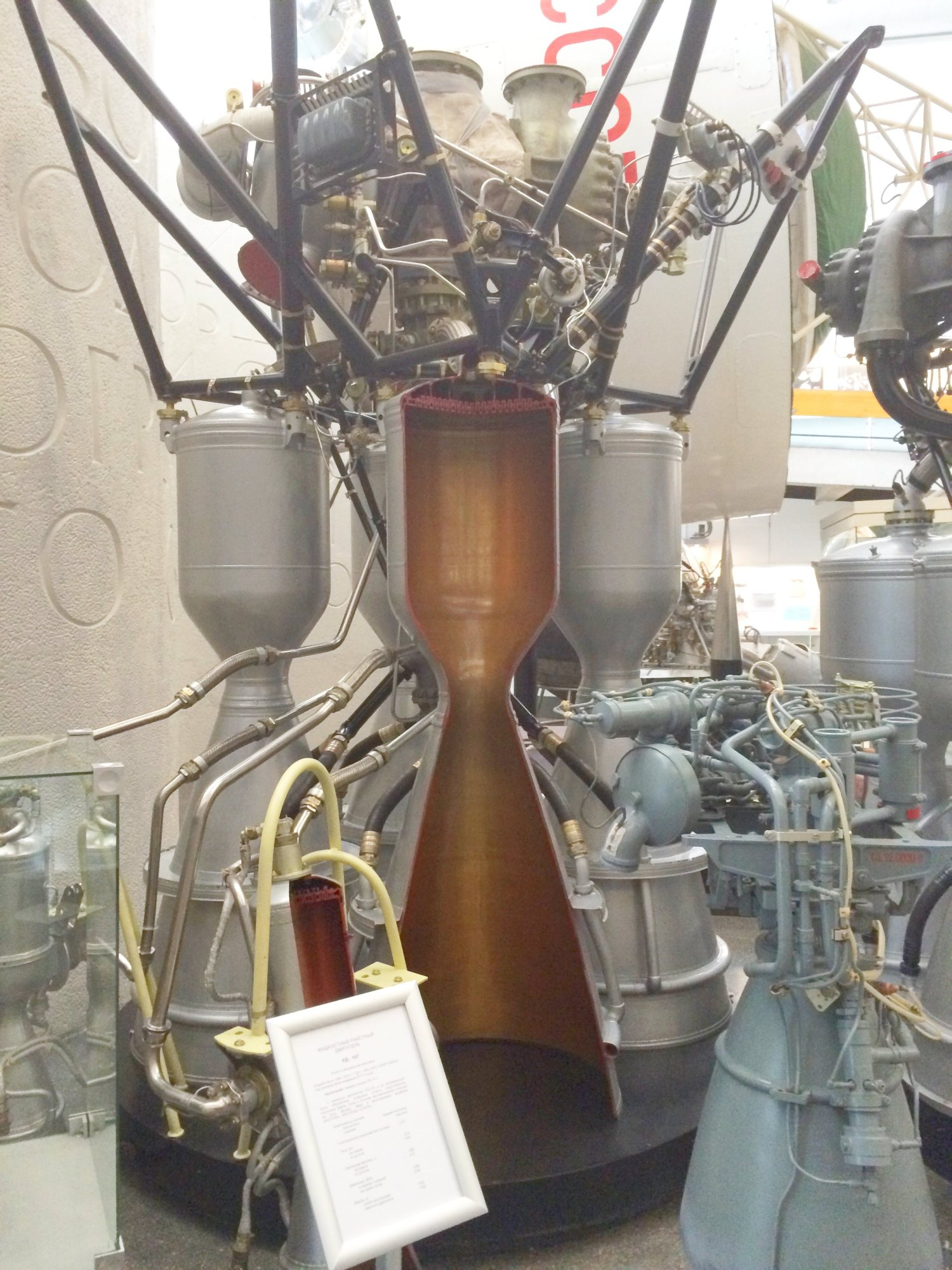
برش مقطع طولی موتور موشک RD-107

نازل همگرا-واگرا یا نازل دِلاوال (به انگلیسی: de Laval nozzle) لوله ای است که به شکل یک ساعت شنی درآمده است. از این نازل برای تبدیل جریان با سرعت زیرصوت به جریان با سرعت مافوق صوت استفاده می‌شود. اینکار با تبدیل فشار به انرژی جنبشی انجام می‌شود. به همین دلیل از این نازل به صورت گسترده‌ای در توربین‌های بخار و نازل موتورهای موشک استفاده می‌شود.

## تاریخچه
این نازل توسط مخترع و مهندس آلمانی Ernst Körting در سال ۱۸۷۸ و مخترع سوئدی گوستاو دِلاوال در سال ۱۸۸۸ برای استفاده در توربین بخار اختراع شد.
از این نازل در موشک اولین بار توسط رابرت گدارد استفاده شد. در اکثر موتورهای راکت جدید از این نازل استفاده می‌شود.